# بیلی مگنوسن
بیلی مگنوسن (به انگلیسی: Billy Magnussen) (زاده ۲۰ آوریل ۱۹۸۵) بازیگر آمریکایی است.
از فیلم‌های معروف او می‌توان به بازی در فیلم علاءالدین ۲۰۱۹، پل جاسوس‌ها، رکود بزرگ، اینگرید به‌فنا می‌رود، سرقت، بار کنار جاده، ‌ جیمز باند، وقتی برای مردن نیست ، گیلی هاپکینز بزرگ و سریال ساخته شده برای عشق اشاره کرد.